# Горицки, Инго
Инго Горицки (нем. Ingo Goritzki; род. 22 февраля 1939, Берлин) — немецкий гобоист (играет также на геккельфоне, английском рожке и других разновидностях инструмента).

## Биография
Учился музыке во Фрайбурге, первоначально специализируясь на флейте и фортепиано и лишь в 20-летнем возрасте окончательно выбрав гобой. Окончил Детмольдскую Высшую школу музыки, ученик Хельмута Виншермана. В дальнейшем учился у Пабло Казальса и Шандора Вега ансамблевому музицированию. Призёр нескольких международных конкурсов.

## Карьера
Занимал пульт первого гобоя в Базельском симфоническом оркестре и Симфоническом оркестре Франкфуртского радио.

## Репертуар
Записи Горицки включают произведения Иоганна Себастьяна Баха и Иоганна Фридриха Фаша, концерты Томазо Альбинони, Йозефа Гайдна, Вольфганга Амадея Моцарта, камерные произведения Камиля Сен-Санса и Франсиса Пуленка и др.

## Преподавательская деятельность
С 1976 г. был профессором Ганноверской Высшей школы музыки, затем преподавал в Штутгартской Высшей школе музыки. Среди его учеников, в частности, Фабиан Менцель.